# Paolo Rossi (1900-1985)
Pour les articles homonymes, voir Rossi et Paolo Rossi.
Paolo Rossi (15 septembre 1900 à Bordighera, Italie – 24 mai 1985 à Lucques, Italie) est un avocat, écrivain, résistant, professeur, homme politique et juge italien. Il a été le premier président de la Commission parlementaire antimafia.

## Biographie
Paolo Rossi est le fils de l'avocat pénaliste de Gênes, Francesco Rossi, et de Iride Garrone. Il devient lui aussi un avocat dans les années 1920. Il s’inscrit au registre des avocats de la Cour d'appel de Gênes à l’âge de 21 ans et, à 28 ans, il s’inscrit au registre de la Cour de Cassation.
En 1926, persécuté par les fascistes, il voit son bureau de Via Roma à Gênes saccagé et incendié.
En 1932 il écrit son premier livre, La pena di morte e la sua critica qui sera censuré car contraire à la peine capitale soutenue par le régime fasciste.
Il se marie avec Giuseppina Bagnara, dite Giugi, et il aura une fille, l’écrivain Francesca Duranti.
En 1937 il écrit son deuxième livre Scetticismo e dogmatica nel diritto penale, lui aussi censuré par le régime.
Pendant la guerre, la famille déménage près de Lucques à Gattaiola. À cette époque il rejoint la résistance et il aide, avec sa femme, beaucoup de jeunes à fuir les rafles fascistes.
En 1945 il publie son livre I partiti contro la democrazia et quelque temps après il devient professeur de droit pénal à l'Université de Pise.
Le 15 octobre 1947, il devient membre de l’Assemblée constituante et il fait partie de la Deuxième Sous-Commission pour la Constitution. Dans la même année il devient aussi professeur de droit pénal à l’Université de Gênes.
Membre du Parti social-démocrate italien il est élu député dans les quatre premières législatures, et il assume dans deux d'entre elles, la vice-présidence de la Chambre et la présidence de certaines commissions d'enquête. Il a également été ministre de l'Éducation du 6 juillet 1955 au 19 mai 1957 pendant le premier gouvernement Segni.
En 1958 il est nommé vice-président de la Chambre des députés, et en 1961 Président de la Commission concernant les problèmes de l'Alto-Adige.
Il est le premier président de la Commission parlementaire antimafia créée pendant la IIIe Assemblée législative (du 14 février au 15 mai 1963), qui, à l’époque, s’appelait la Commission parlementaire d'enquête sur la mafia en Sicile
En 1969 il est nommé juge de la Cour constitutionnelle et il en devient le président de 1976 à 1978. Pendant ces années, de 1970 à 1973, il publie un recueil de quatre volumes sur l’histoire d’Italie « Storia d’Italia dal 476 ai giorni nostri ».
Il est l'auteur de nombreux textes, à la fois dans le domaine juridique et politique.
Il a également été président de l’association Corpo nazionale giovani esploratori ed esploratrici italiani (CNGEI)
Il meurt à Lucques le 24 mai 1985, et il est enseveli dans le petit cimetière de Gattaiola.

## Distinction
Il est fait Chevalier Grand Croix de l’Ordre du Mérite de la République italienne le 6 août 1970.